# Igreja de Santa Cruz (Barra do Bugres)
Igreja de Santa Cruz é um bem tombado localizado no município de Barra do Bugres, no Mato Grosso.
A paróquia de Santa Cruz foi criada em 8 de abril de 1896, através da lei nº. 145, e seu nome foi escolhido pela população local. A igreja de Santa Cruz é reconhecida pelo Governo do Estado de Mato Grosso, como um patrimônio histórico.
Sua localização exata é na Rua Pedrito Ribeiro Taques, n.º 340, Centro.